# حشره‌کش برقی

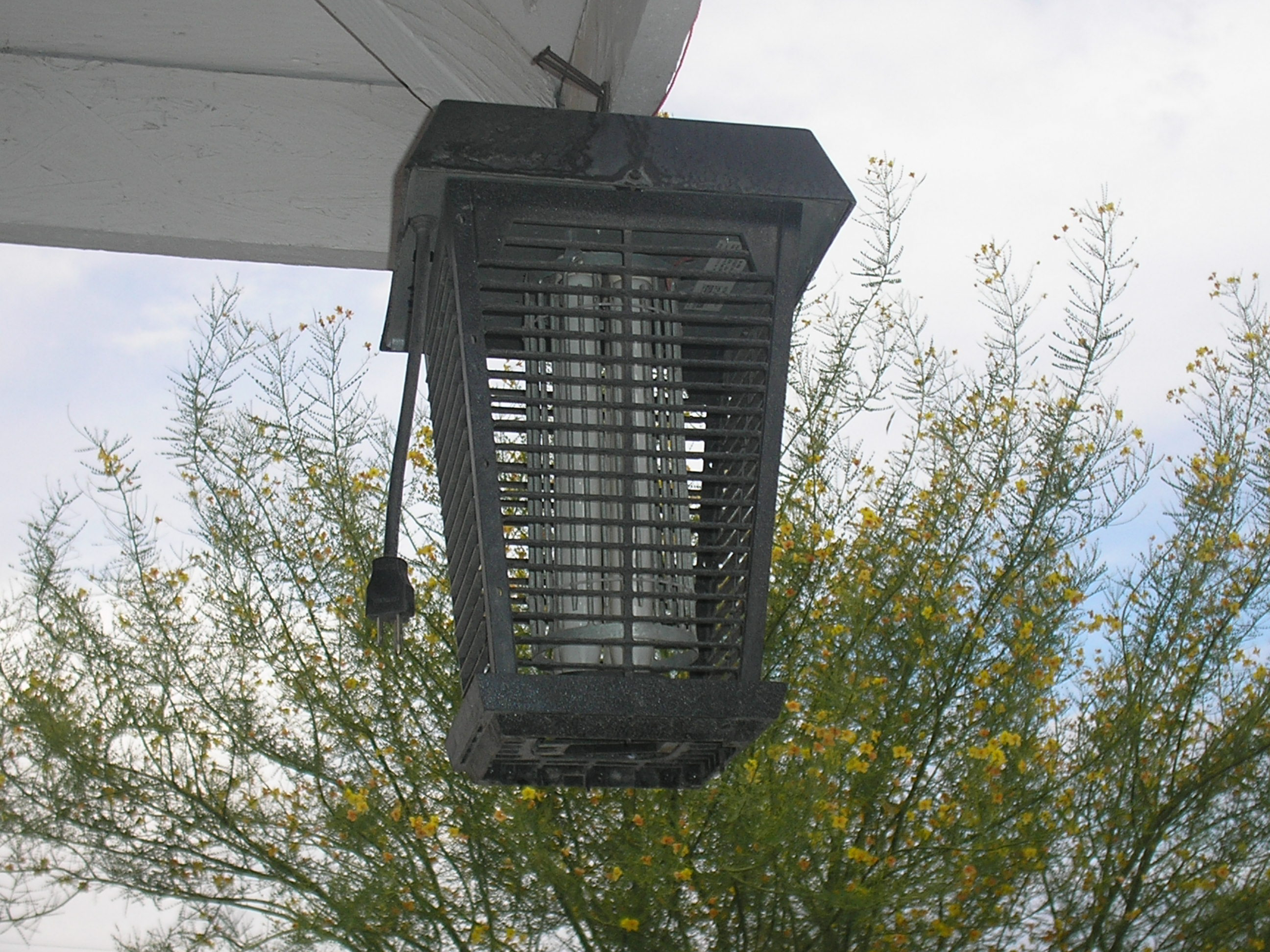
دستگاه دفع حشرات در فضای باز

حشره‌کش برقی که به‌طور رسمی‌تر سیستم کنترل حشرات با تخلیه الکتریکی، حشره‌کش برقی یا تله الکتریکی (حشرات) نامیده می‌شود، وسیله‌ای است که حشره پرنده‌ای را که توسط نور جذب می‌شوند، جذب و از بین می‌برد. یک منبع نور، حشرات را به سمت یک شبکه برق جذب می‌کند، جایی که با تماس دو سیم با ولتاژ بالا بین آنها، دچار برق گرفتگی می‌شوند. این نام از صدای آواشناختی «زاپ» گرفته شده است که هنگام برق گرفتگی یک حشره تولید می‌شود.

## توضیحات

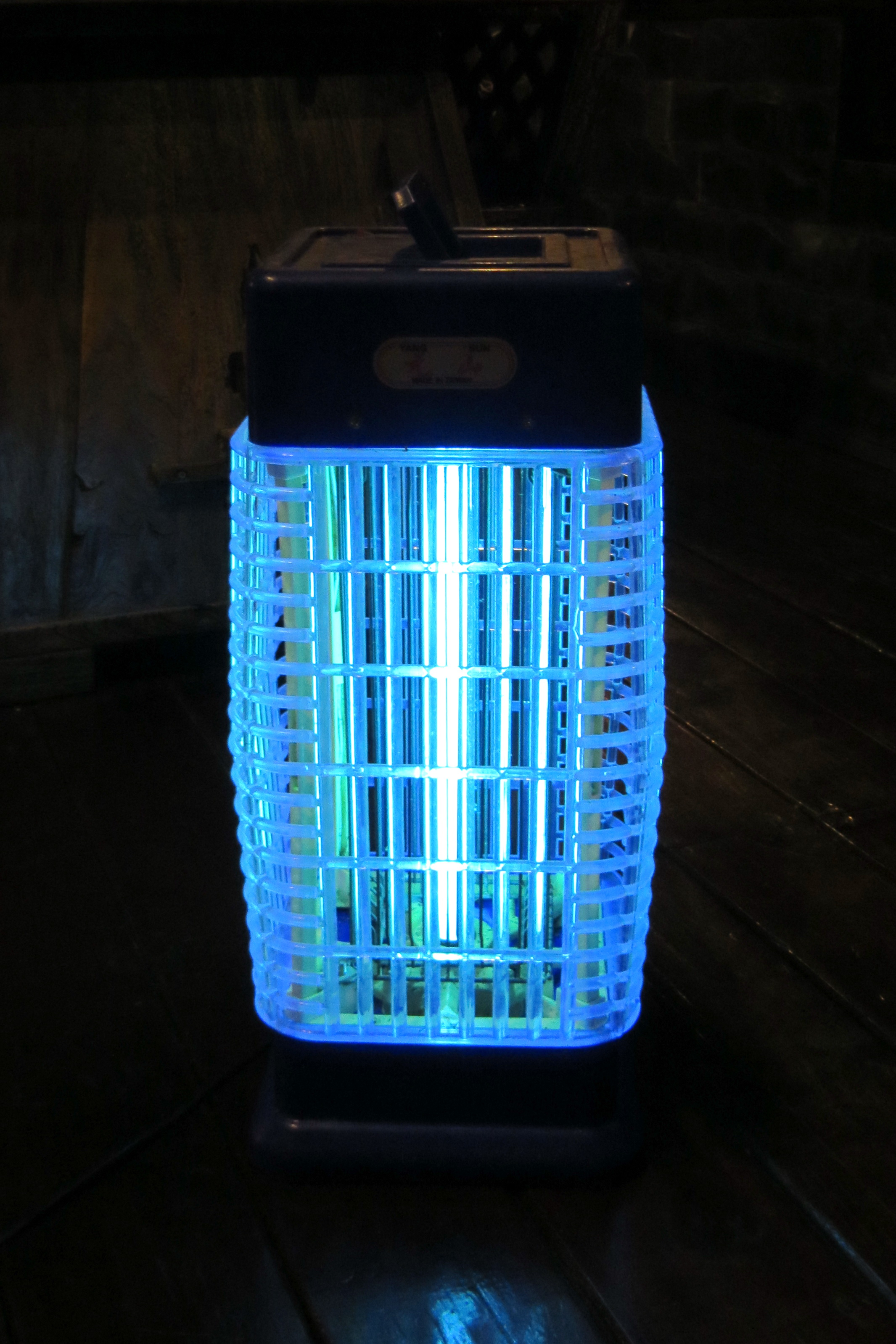
دستگاه دفع حشرات خانگی که می‌توان از آن مثلاً در اتاق خواب استفاده کرد

دستگاه‌های دفع حشرات معمولاً در یک قفس محافظ از جنس پلاستیک یا میله‌های فلزی متصل به زمین قرار می‌گیرند تا از تماس افراد یا حیوانات بزرگتر با شبکه ولتاژ بالا جلوگیری شود. یک منبع نور در داخل تعبیه شده است، که اغلب یک لامپ فلورسنت است که برای انتشار نور مرئی و فرابنفش طراحی شده است، که برای حشرات قابل مشاهده است و انواع مختلفی از آنها را جذب می‌کند. مدل‌های جدیدتر اکنون از ال‌ئی‌دی‌های با طول عمر بالا برای تولید نور استفاده می‌کنند. منبع نور توسط یک جفت شبکه یا مارپیچ سیمی لختِ در هم تنیده احاطه شده است. فاصله بین سیم‌های مجاور معمولاً حدود ۲ میلیمتر (۰٫۰۷۹ اینچ) است.
یک منبع تغذیه ولتاژ بالا که از برق شهری تغذیه می‌شود، استفاده می‌شود که می‌تواند یک مدار ضرب‌کننده ولتاژ ساده بدون ترانسفورماتور باشد که با دیودها و خازن‌ها ساخته شده و می‌تواند ولتاژی در حدود ۲ کیلوولت یا بیشتر تولید کند. این به اندازه کافی بالا هست که از بدن یک حشره که دو شبکه را به هم متصل می‌کند، عبور کند، اما به اندازه کافی بالا نیست که در شکاف هوا جرقه ایجاد کند. جریان الکتریکی کافی از بدن کوچک حشره عبور می‌کند تا آن را تا دمای بالا گرم کند. امپدانس منبع تغذیه و چیدمان شبکه به گونه‌ای است که نمی‌تواند جریان خطرناکی را از بدن انسان عبور دهد.
بسیاری از دستگاه‌های برقی دفع حشرات مجهز به سینی‌هایی هستند که حشرات برق‌گرفته را جمع‌آوری می‌کنند؛ مدل‌های دیگر طوری طراحی شده‌اند که اجازه می‌دهند زباله‌ها به زمین زیرین بریزند. برخی از آنها از پنکه برای به دام انداختن حشره استفاده می‌کنند.

## استفاده در داخل یا خارج از منزل
تله‌های برقی حشرات را می‌توان در داخل خانه یا در صورت مقاوم بودن در برابر اثرات آب و هوا، در فضای باز نصب کرد.
با این حال، آنها در کشتن حشرات گزنده (پشه‌های ماده و سایر حشرات) در فضای باز مؤثر نیستند، که در جذب و کشتن سایر حشرات بی‌ضرر و مفید بسیار مؤثرتر هستند. یک مطالعه توسط دانشگاه دلاور نشان داد که طی یک دوره ۱۵ شب تابستانی، ۱۳۷۸۹ حشره در شش دستگاه کشته شدند. از میان حشرات کشته شده، تنها ۳۱ مورد حشرات گزنده بودند.
پشه‌ها به کربن دی‌اکسید و بخار آب موجود در بازدم پستانداران جذب می‌شوند، نه نور فرابنفش. با این حال، اکنون دستگاه‌های حشره‌کشی وجود دارند که دی‌اکسید کربن منتشر می‌کنند یا از طعمه خارجی مانند اکتنول استفاده می‌کنند تا حشرات گزنده را بهتر به سمت تله جذب کنند.

## پراکندگی
تحقیقات نشان داده است که وقتی حشرات دچار برق گرفتگی می‌شوند، دستگاه‌های برق‌زدای حشرات می‌توانند مهی حاوی اجزای حشرات را تا حدود ۲ متر (۶ فوت ۷ اینچ) از دستگاه فاصله دارد. هوای اطراف دستگاه حشره‌کش برقی می‌تواند توسط باکتری‌ها و ویروس‌هایی که می‌توانند توسط افراد در مجاورت دستگاه استنشاق شوند یا روی غذای آنها بنشینند، آلوده شود.
سازمان غذا و دارو (آمریکا) توصیه می‌کند که دستگاه دفع حشرات نباید بالای محل آماده‌سازی غذا نصب شود و حشرات باید درون دستگاه نگه داشته شوند. برای این منظور، طرح‌های ضد پراکندگی تولید می‌شوند.

## نوع دستی
دستگاه‌های حشره‌کش باتری‌دار اغلب به شکل راکت تنیس ساخته می‌شوند که با آنها می‌توان حشرات پرنده را زد. نسخه‌های ارزان‌قیمت ممکن است از باتری یکبار مصرف استاندارد استفاده کنند، در حالی که دستگاه‌های دفع حشرات قابل شارژ ممکن است از باتری لیتیوم-یونی استفاده کنند.

## تاریخچه

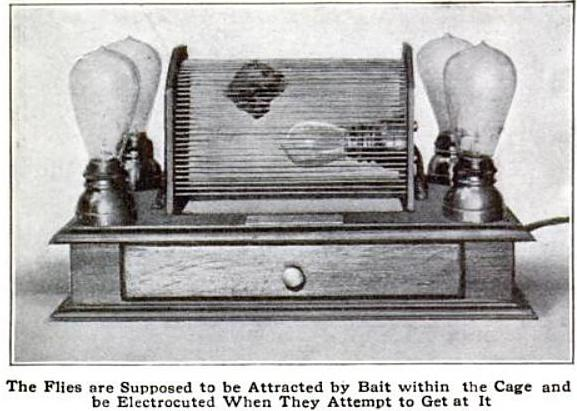
نمونه اولیه مدل حشره‌کش برقی حدود سال ۱۹۱۱، که اذعان شد برای کاربردی بودن بیش از حد گران است

مجله پاپیولر مکانیکس در شماره اکتبر ۱۹۱۱ خود، مقاله‌ای داشت که یک مدل «تله مگس» را نشان می‌داد که از تمام عناصر یک حشره‌کش برقی مدرن، از جمله چراغ برق و شبکه برق، استفاده می‌کرد. این طرح توسط دو مرد ناشناس اهل دنور اجرا شد و اذعان شد که برای استفاده عملی بسیار گران است. این دستگاه ۱۰ در ۱۵ اینچ (۲۵ در ۳۸ سانتیمتر) بود. شامل ۵ لامپ رشته‌ای بود، و شبکه۱⁄۱۶-اینچ (۱٫۵۹-میلیمتر) فاصله سیم‌ها ۱⁄۸-اینچ (۳٫۱۷-میلیمتر) با ولتاژ ۴۵۰ ولت از هم جدا شده‌اند. قرار بود کاربران، قسمت داخلی را با گوشت طعمه گذاری کنند.
طبق گزارش اداره ثبت اختراعات و علائم تجاری ایالات متحده، اولین دستگاه برقی دفع حشرات در سال ۱۹۳۲ توسط ویلیام ام. فراست ثبت اختراع شد.
ویلیام برودبک هرمز (۱۸۷۶–۱۹۴۹)، استاد انگل‌شناسی در دانشگاه کالیفرنیا، بیش از ۲۰ سال به‌طور جداگانه روی تله‌های بزرگ تجاری حشرات برای حفاظت از صنعت مهم میوه کالیفرنیا کار کرده بود. در سال ۱۹۳۴ او حشره‌کش الکترونیکی را معرفی کرد که به الگویی برای همه حشره‌کش‌های آینده تبدیل شد.